# Federació Espanyola de Rugbi
La Federació Espanyola de Rugbi és l'ens rector del rugbi a Espanya. La seva seu principal és a Madrid, i el seu actual president és Alfonso Mandado Vázquez. Espanya és membre de la International Rugby Board (IRB) des de 1988.

## Història
Es va crear el 1923 i es va afiliar a la Federació Internacional de Rugbi Amateur (FIRA) el 1934. En aquest sentit, Espanya va arribar a formar part de la FIRA gràcies al suport que va donar Catalunya al seu ingrés. A causa dels drets que a Catalunya li reconeixia en temes esportius el seu Estatut d'Autonomia de 1932, l'any 1934 (París), Catalunya va figurar com a fundadora i membre de ple dret de la FIRA juntament amb les federacions estatals de França, Itàlia, Alemanya, Txecoslovàquia i Romania. Això va provocar un relatiu incident polític-esportiu en l'època. La Federació Espanyola va protestar perquè també volia formar part de la FIRA i, gràcies a la mediació de la Federació Catalana, va entrar-hi com a federació adherida.
Malgrat tot això, certs sectors van expressar el seu malestar a Madrid i la Federació Espanyola es va veure obligada a expulsar la Catalana de les competicions estatals. Catalunya va organitzar la seva pròpia competició i diferents partits oficials internacionals de la Selecció Catalana contra les seleccions de França i Itàlia. Aquesta independència esportiva es va perllongar fins a l'any 1940, any en el qual es va prohibir, dins el conjunt de mesures repressores de la dictadura del general Francisco Franco. Actualment, la Federació Catalana de Rugbi espera que la Llei de Memòria Històrica d'Espanya i el suport de l'Estat, permetin tornar-li els que considera que són els seus legítims drets com a fundadora de la FIRA i per competir internacionalment.